# Barnasapkás csiröge
A barnasapkás csiröge (Chrysomus ruficapillus) a madarak osztályának verébalakúak (Passeriformes) rendjébe, azon belül a csirögefélék (Icteridae) családjába tartozó faj.

## Rendszerezése
A fajt Louis Pierre Vieillot francia természettudós írta le 1819-ben, az Agelaius nembe Agelaius ruficapillus néven.

## Alfajai
- Chrysomus ruficapillus frontalis (Vieillot, 1819) - Brazília északkeleti része és Francia Guyana
- Chrysomus ruficapillus ruficapillus (Vieillot, 1819) - Bolívia délkeleti része, Paraguay, Kelet-Brazília, Uruguay és Észak-Argentína[2]

## Előfordulása
Dél-Amerikában, Brazília, Bolívia, Paraguay, Uruguay és Argentína területén honos.  
A természetes élőhelye szubtrópusi és trópusi szezonálisan elárasztott legelők és szántóföldek, valamint folyók, patakok és mocsarak környéke. Állandó, nem vonuló faj.

## Megjelenése
Testhossza 17-18,5 centiméter, a hím átlagos testtömege 41,3 gramm, a tojóé 32,2 gramm.
|  |  |

## Életmódja
Magvakkal, rovarokkal és pókokkal táplálkozik.

## Természetvédelmi helyzete
Nagy az elterjedési területe, egyedszáma stabil. A Természetvédelmi Világszövetség Vörös listáján nem fenyegetett kategóriájában szerepel a faj.